# Albegna
Der Albegna ist ein etwa 70 km langer Fluss in der Provinz Grosseto im Süden der Toskana, Italien. Er durchquert die Provinz von Nord nach Süd.

## Verlauf
Der Fluss entspringt südlich des Monte Buceto und südwestlich des Monte Labbro südlich von Stribugliano (Gemeinde Arcidosso, 2 km im Gemeindegebiet) auf 1018 Meter. Zunächst führt sein Verlauf in Richtung Süden (13 km im Gemeindegebiet von Roccalbegna, wo von links der Zolfereto und der Calizzano hinzukommen, 7 km im Gemeindegebiet von Semproniano, wo er die Flussenge Strette dell’Albegna passiert) bis nach Saturnia, das zur Gemeinde Manciano (insgesamt 26 km im Ortsgebiet) gehört. Danach fließt er nach Südwesten und dient den Gemeinden Scansano (6 km) und Magliano in Toscana (8 km) als südöstliche Grenze (zu Manciano). Seine letzten 10 km verbringt er in der Gemeinde Orbetello und mündet schließlich bei Albinia (Ortsteil von Orbetello) in das Tyrrhenische Meer.

## Beschreibung
Der Weg des Albegna, von den Römern noch Albinia genannt, führt meist durch landwirtschaftlich genutzte Flächen. Durch Schlamm und Schutt, den der Fluss aus den Bergen mitbrachte, entstand nahe der Mündung die Landzunge von Orbetello, welche die ehemalige Insel Monte Argentario heute mit dem Festland verbindet. Der nicht als Torrente, sondern als Fluss deklarierte Wasserlauf führt einige Eigenschaften, die auf Torrenti zutreffen. So schwillt der Fluss in der Regenzeit erheblich an, in den Sommermonaten dagegen, zumindest am Oberlauf, ist er fast nicht vorhanden. Die Hochwasser im November 2012 forderten vier Todesopfer, bei denen drei bei dem Brückeneinsturz der Ponte sull’Albega bei Marsiliana, einem Ortsteil von Manciano, zu Tode kamen.

## Bilder

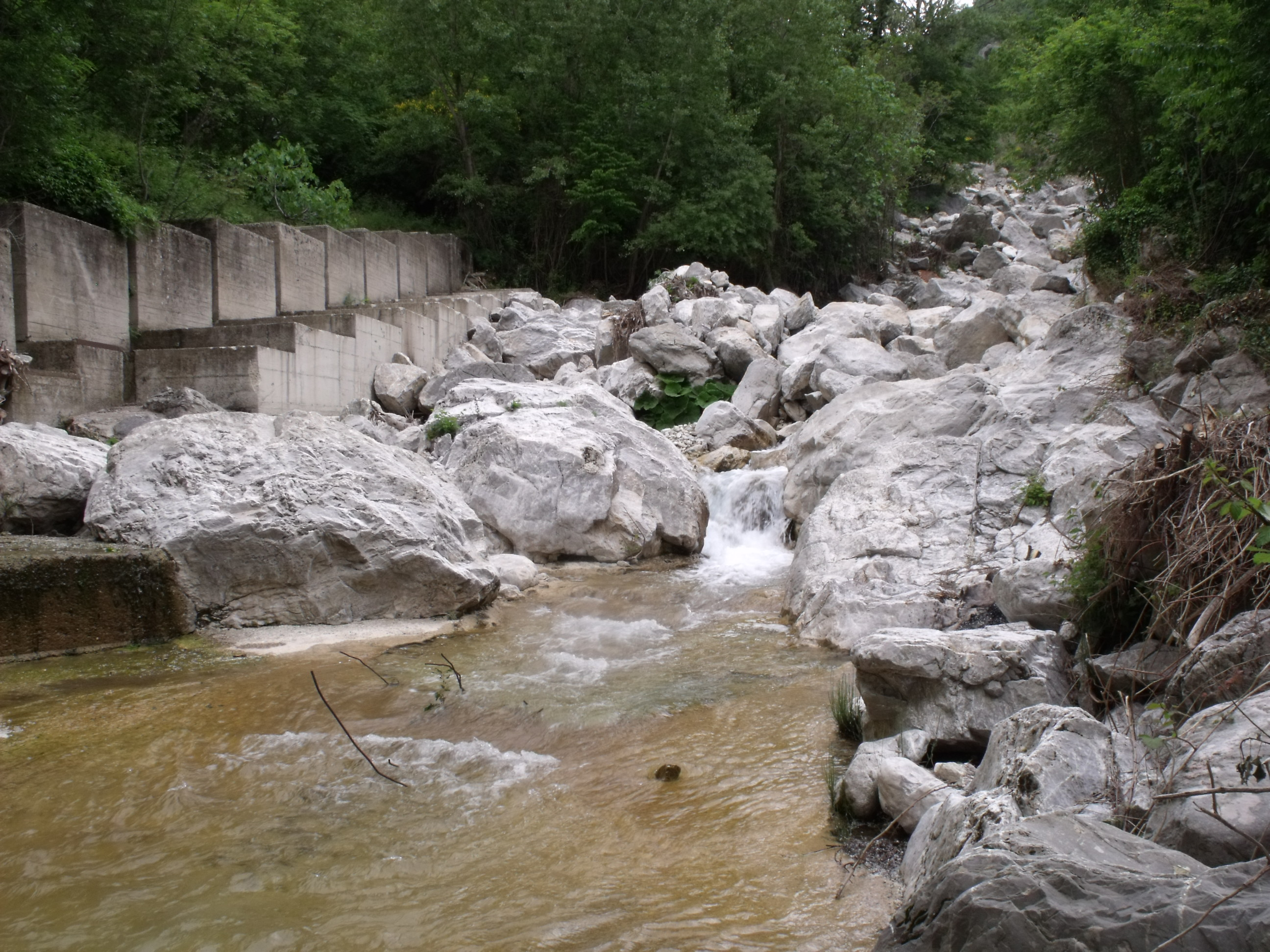
Die Wasserfälle kurz vor Roccalbegna
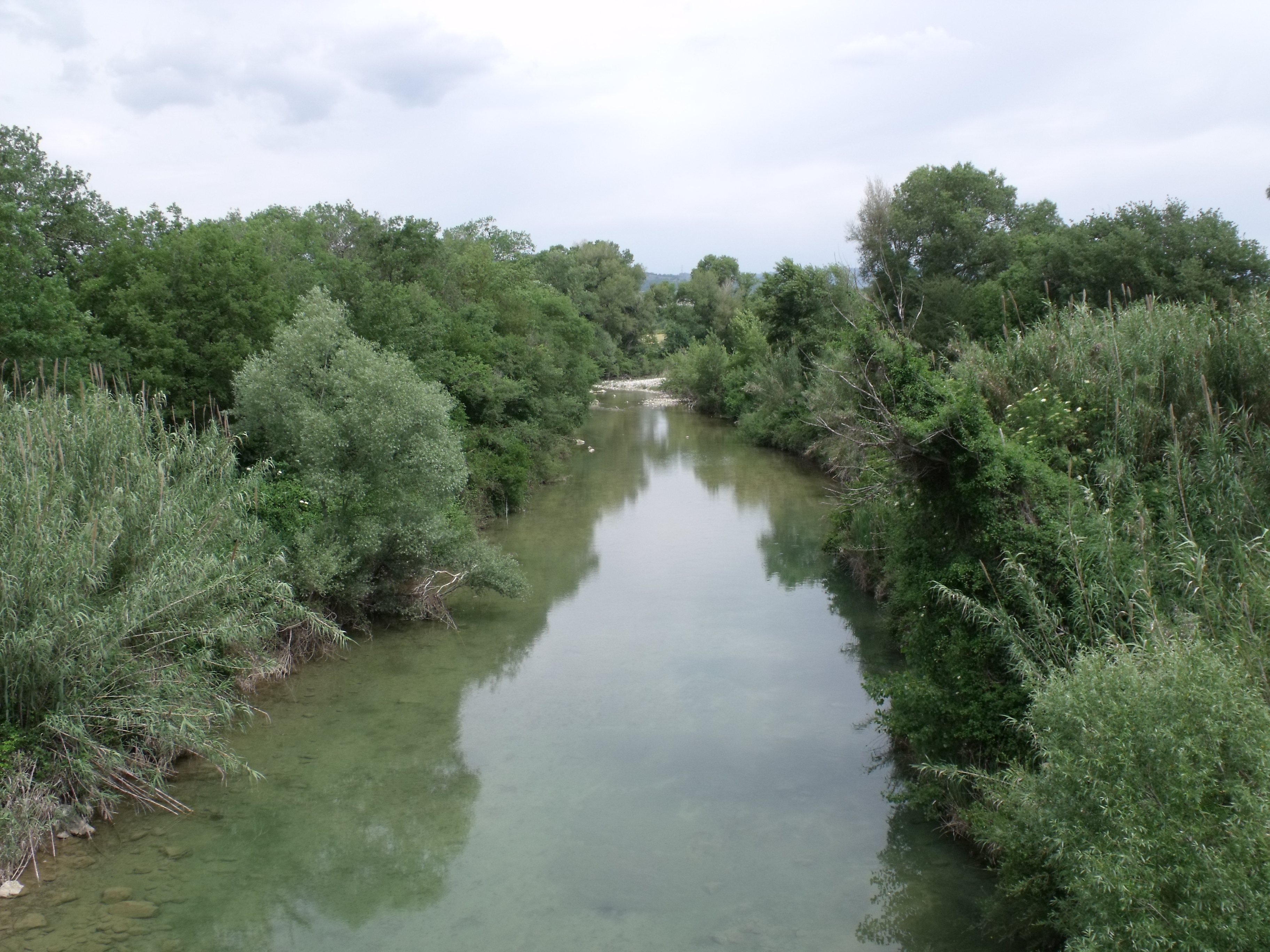
Der Albegna an der Gemeindegrenze von Manciano und Scansano
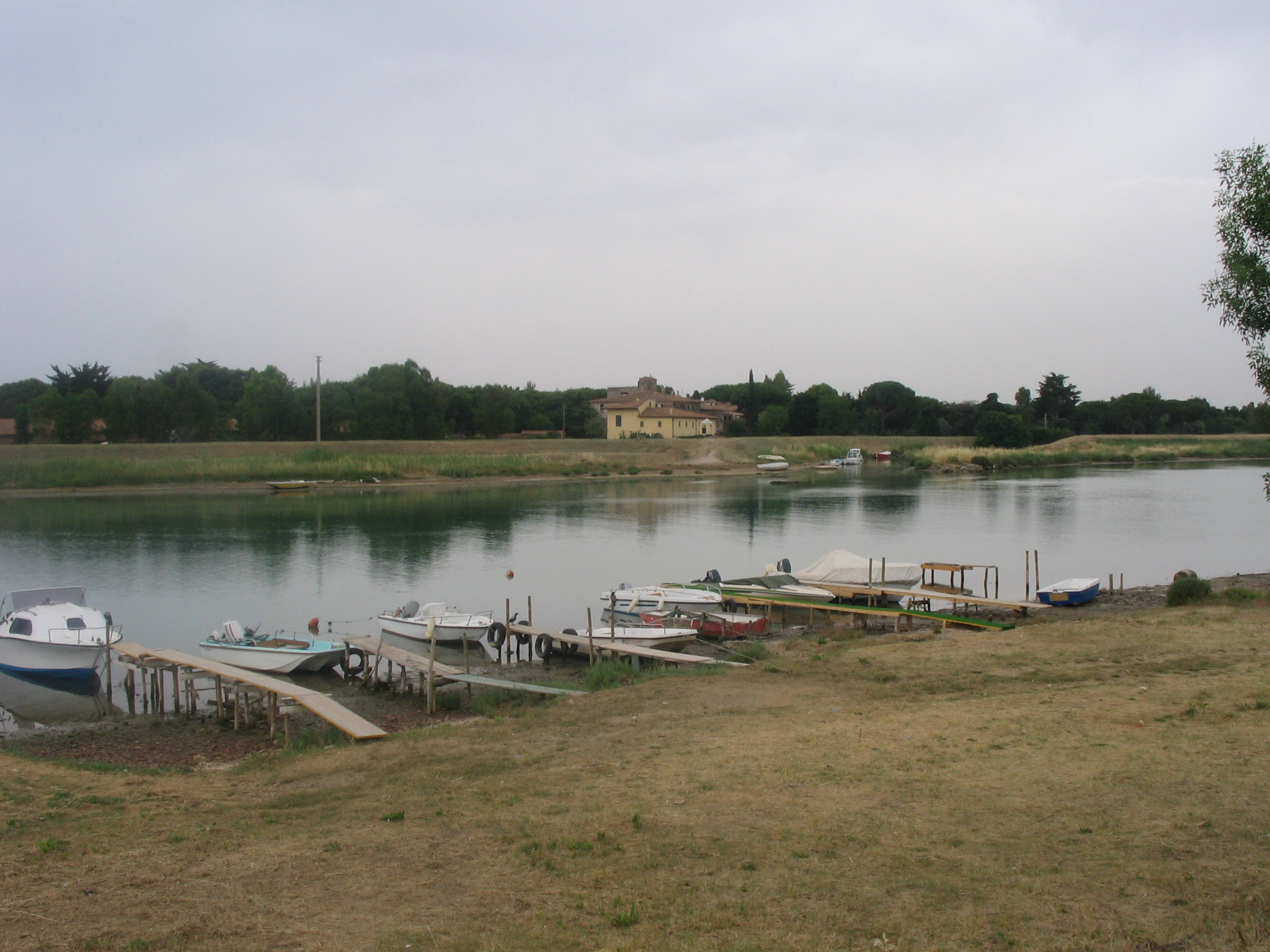
Der Albegna bei Albinia kurz vor der Mündung
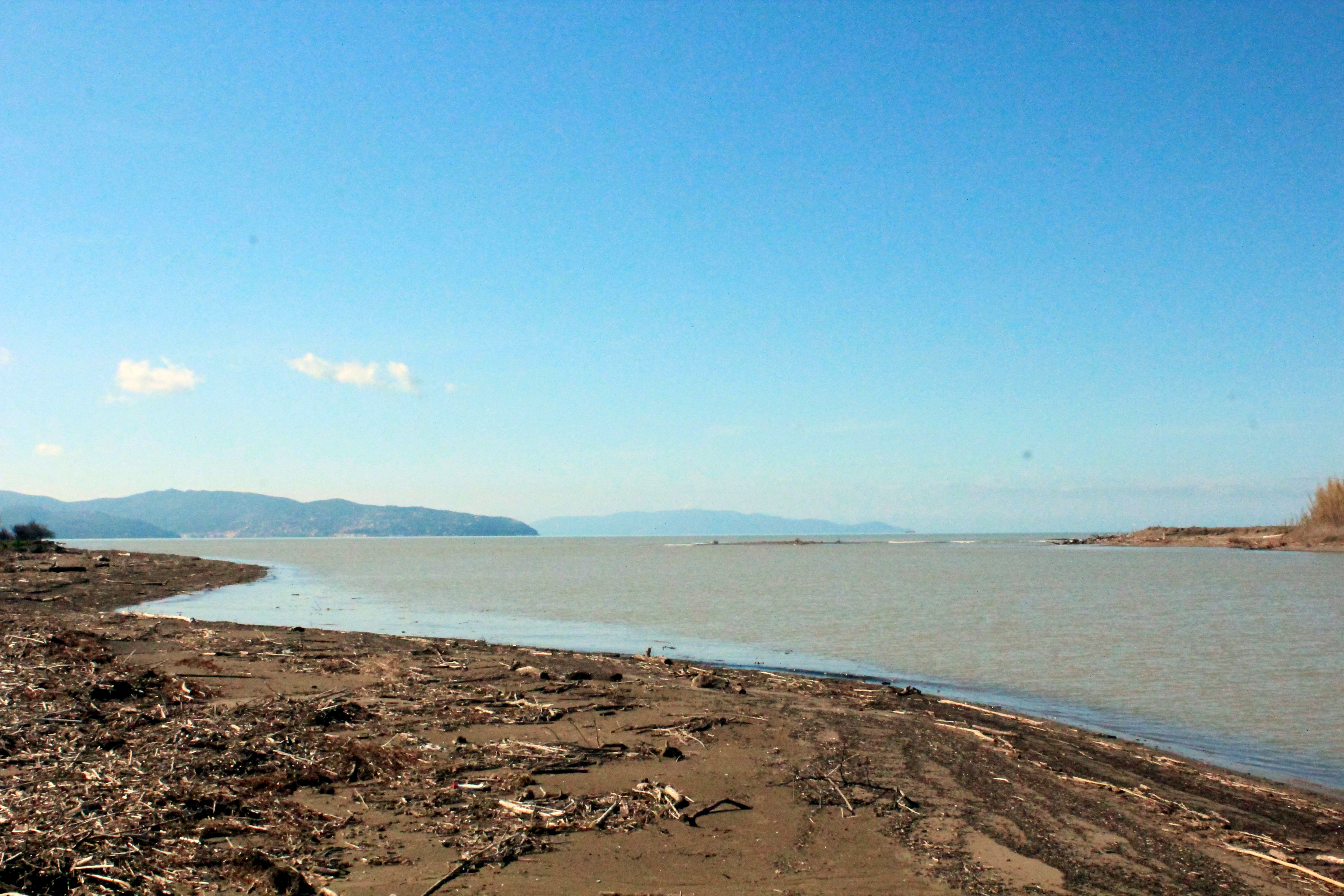
Die Mündung des Albegna in das Tyrrhenische Meer bei Albinia (im Hintergrund links der Monte Argentario mit Porto Santo Stefano)